# Amt Dettelbach
Das fürstbischöfliche Amt Dettelbach war eine Verwaltungseinheit im mittelalterlichen und frühneuzeitlichen Hochstift Würzburg mit Sitz in Dettelbach. Das Amt wurde zur Sicherung des würzburgischen Einflusses im Jahr 1484 gegründet und im Jahr 1804 aufgelöst.

## Geschichte
Die Geschichte des Amtes Dettelbach hängt eng mit der herrschaftlichen Situation entlang des Mainufers zusammen. Dettelbach lag an einer frühmittelalterlichen Hochstraße zwischen Würzburg und Regensburg, wodurch dort ein fränkischer Königshof zur Sicherung dieser Straße entstand. Im Hochmittelalter begann die für den unterfränkischen Raum typische herrschaftliche Aufsplitterung. In Dettelbach besaßen die Benediktinerinnen von Kitzingen ebenso Rechte wie die Herren von Hohenlohe und das aufsteigende Hochstift Würzburg.
Im Laufe des 14. Jahrhunderts gelang es dem Hochstift, viele Dörfer in seinen Einflussbereich zu holen und die Hohenlohe so quasi aus diesem Mainabschnitt zu drängen. 1351 kaufte man die Einkünfte in Dettelbach, Brück und Schnepfenbach, die Orte, die später den Kernbestand des Amtes bildeten. 1357 wurden die neuerworbenen Güter und Rechte an die Ritter von Dettelbach verpfändet, weil das Hochstift in eine finanzielle Krise geraten war. Die Ritter hatten ihren Sitz in der Dettelbacher Burg.
Während des 15. Jahrhunderts erwarb das Würzburger Benediktinerkloster St. Stephan viele Nutzungsrechte der Ritter. Allerdings hatte sich auch das Hochstift Würzburg wieder erholt und Fürstbischof Rudolf II. von Scherenberg bemühte sich, verpfändete Rechte und Güter wieder zurückzuholen. So verdrängte man auch das Kloster aus dem Umland von Dettelbach. Der Ort selbst wurde Teil einer gezielten Aufwertungskampagne des Bischofs. 1482 erhielt die Ansiedlung eine Polizeiordnung, 1484 wurde sie zur Stadt erhoben.
Gleichzeitig stieg Dettelbach zum Amtssitz für die Orte der Umgebung auf. So gelangten Brück, der Westteil von Schnepfenbach (jenseits des Bachs), ein Teil von Neuses am Berg und Mainstockheim zum Amt. Der Amtmann von Dettelbach wurde eingesetzt, die Bewohner zu schützen. Er war auch zuständig, die Huldigung des Fürstbischofs von Würzburg von den Familienvorständen entgegenzunehmen. Daneben wurden im Amtshaus Naturalsteuern abgeliefert.
Mit der Erhebung zur Amtsstadt stieg Dettelbach zum Verwaltungs- und Wirtschaftszentrum seines Umlandes auf. Anders als bei vielen anderen angrenzenden Ämtern erhielt die Stadt kein eigenes Zentgericht. Strafsachen wurden vor dem Zentgericht Kitzingen bzw. dem Landgericht Würzburg verhandelt. In der Folgezeit blieb der Bestand des Amtes über 300 Jahre unangetastet, lediglich einzelne Orte gelangten zu anderen Verwaltungseinheiten.
Die Statistik des Hochstiftes Würzburg von 1699 nennt 424 Untertanen in 2. Städten und 4 Dörfern. Als jährliche Einnahmen des Hochstiftes aus dem Amt wurden abgeführt: Schatzung: 71 Reichstaler, 8¼ Batzen, Akzise und Ungeld: 619 fl und Rauchpfund: 414½ Pfund.
Im Jahr 1802 wurde das Hochstift Würzburg im Zuge der Neuordnung Europas durch Napoleon aufgelöst. Das Amt Dettelbach bestand noch zwei Jahre weiter, nun zu Kurpfalz-Bayern gehörend, und wurde dann ebenfalls aufgehoben. Die Orte des ehemaligen Amtes gelangten danach zum neugeschaffenen Landgericht Dettelbach, das noch bis 1862 Bestand hatte.

## Umfang
Der Umfang des Amtes veränderte sich im Laufe der Zeit nur unwesentlich. Der Ortsbestand war durch die angrenzenden Ämter Prosselsheim und Kitzingen begrenzt. Besonders enge Verbindungen hatte die Stadt Dettelbach und ihr Amt zu den beiden Dörfern Brück und Schnepfenbach, wobei der letztgenannte Ort durch seine wichtige Mühle teilweise zum älteren Amt Prosselsheim zählte. Nur der östliche Teil des Dorfes gehörte zu Dettelbach. Erst 1792 wurde der Ort vollständig Teil des Amtes.
Die Einwohnerschaft von Neuses am Berg war gespalten, etwa die Hälfte der Familienvorstände waren dem Fürstbischof untertan, die andere Hälfte gehörte zum Amt Stephansberg der Markgrafen von Brandenburg-Ansbach. Im Jahr 1551 wurde das Amt Dettelbach um das bisher ebenfalls zur Markgrafschaft zählende Dorf Hörblach erweitert. Die letzte Bestandsveränderung erfuhr das Amt, als man 1699 den Ganerbenort Mainstockheim nach Kitzingen gab. Folgende Orte gehörten zu Beginn des 19. Jahrhunderts zum Amt:
| - Brück - Dettelbach - Hörblach |  | - Neuses am Berg - Ostheim am Rennfurt (Wüstung) - Schnepfenbach |  |

## Amtmänner (Auswahl)
Über die Amtmänner des Amtes Dettelbach ist nur wenig bekannt. Wahrscheinlich rekrutierten sie sich, ähnlich wie bei den angrenzenden Amtsbezirken aus niederadeligen Geschlechtern und Rittern des Kantons Steigerwald. Eventuell war das Amt auch mit einem Lehen verbunden, sodass die Amtmänner die Steuern teilweise auf eigene Rechnung einziehen konnten. Bedeutsam ist außerdem, dass die Stelle des Amtmanns von Dettelbach zumindest im 16. Jahrhundert mit der des Amtmannes von Stadtschwarzach verbunden wurde.
- Wilhelm von Grumbach (1528–1531 und 1541–1544)